# داغيات
الدَّاغِيَّات فصيلة من القوارض، يقتصر وجودها على جنوب غرب أمريكا الجنوبية . تم التعرف على أربعة عشر نوعًا في سبعة أجناس. أشهر أجناسها الداغي واليرنب والقباع والغندي والكبرميس.
هي قوارض متوسطة الحجم تطول من ١٢ إلى ٢٠ سم. لديها فراء طويل حريري، وعادة ما يكون بني اللون، وغالبًا ما يكون شاحبًا في الجانب السفلي. الاسم العلمي"octodont" مشتق من نمط تآكل أسنانهم، والذي يشبه الشكل 8. معظمها حيوانات ليلية، اجتماعية، تختبئ، على الرغم من أن الدغو نهاري إلى حد كبير. وهي حيوانات عاشبة تأكل الدرنات والصبار .